# Келечин
Келечи́н — село в Україні, у Закарпатській області, Хустському районі. Входить до складу Пилипецької сільської громади.

## Історія
Келечин — одне з найдавніших поселень Верховини. Династії сімей Білкей, Лепчеї, Горзови та Урмезеї поселилися тут в 15 столітті, ім'я вперше згадується в грамоті в 1457 році як Keleczen, коли сім'ї Білкеї та Урмезеї судили за землі, а потім розділили село на рівні частини.
Поселення було придбано родиною Долгаї наприкінці XV століття, які заселили сюди родини Барчі, Бейчі, Будаї, Імрефі, Корніс та Сибрік. У 1550 році село у власності Петера Білкея, Дьордя Долгая, у 1600 році — Дьордя Корніса, Ласло Берната. Село у 1610 році мало назву Kelechien.
Село було зруйновано близько 1659 року кримськими татарами. Саме тоді перша дерев'яна церква була зруйнована і замінена в 19 столітті новою дерев'яною церквою.
Церква св. арх. Михайла. 1895.
У 1751 р. в селі стояла дерев'яна церква св. Архангела Михайла з вежею, шинґлами вкрита, всіми образами красними прикрашена. У 1801 р. згадують дерев'яну церкву на 250 вірників.
У 1871 р. дерев'яна церква згоріла (вціліла лише дерев'яна дзвіниця) і при дорозі, нижче цвинтаря, збудували типову кам'яну церкву. Як розповідають у селі, церкву збудували майстри із Словаччини. Почали будувати в 1892 р., а освячення відбулося в 1895 р. У серпні 1906 р. вірники просили через пресу пожертви на оздоблення церкви. Оригінальною є композиція іконостаса, цікаво вирізьблено бічний вівтар. На цвинтарі збереглася дерев'яна двоярусна дзвіниця, що вціліла після пожежі. Поблизу неї келечинці хотіли збудувати монастир, про що повідомляла газета «Свобода» від 31 липня 1930 р. На початку 1980-х років ще зберігалися традиційні дерев'яні ворітця під двосхилим дахом, що вели у двір церкви.
На південь від села розташовані гідрологічні пам'ятки природи — Джерело № 226 «Келечинський квас» і Джерело № 329.
Село - місце народження Августина Волошина.В статті "Моє село"в "Читанці для другого класу"(1926 рік)  Волошин писав,що село мало  100 хиж,більшою частиною критих соломою.В Келечині  Волошин провів дитячі роки і завжди  тепло згадував своє рідне село.Батько Волошина о.Іван був парохом в селі.Мати була родовита угорка.Келечин тоді був чисто греко-католицьким селом,православних в селі не було.У 2006 році у селі було встановлено скромний пам'ятник Августину Волошину.

## Присілки
Чорна Іза
Згадки:  1614: Fekethe Iza (Bélay 157), 1653: Fekete Iza (uo.)

## Населення
Згідно з переписом УРСР 1989 року чисельність наявного населення села становила 686 осіб, з яких 332 чоловіки та 354 жінки.
За переписом населення України 2001 року в селі мешкало 675 осіб.
За даними на 1936 рік(книга чеського дослідника Я.Достала) населення складало 875 чоловік.

### Мова
Розподіл населення за рідною мовою за даними перепису 2001 року:
| Мова       | Відсоток |
| ---------- | -------- |
| українська | 99,71 %  |
| російська  | 0,29 %   |

## Відомі люди
- Волошин Авґустин Іванович — український політичний, культурний, релігійний діяч Закарпаття, греко-католицький священик, прем'єр-міністр автономного уряду Карпатської України, президент цієї держави; Герой України.
- Тереля Йосиф Михайлович(1943-20090- письменник,художник,пророк-ясновидець,мученик за віру,засновник Комітету захисту  греко-католицької церкви,борець за права віруючих,в,язень тюрем,таборів і психлікарень(провів в них 23 роки,з яких 9 років в одиночній камері),політемігрант.
- Рущак Руслан Олександрович (1988—2014) — старший солдат Збройних сил України, санітар медичної роти 93-ї окремої механізованої бригади.
- Тацинець Федір — член ОУН та «Пласту» на Закарпатті, поручик Карпатської Січі, член генерального військового штабу ОНОКС, Хустський окружний комендант.
- Михайло Безега —  чеський лісовий робітник і десантник .

- Михайло Шопляк-Козак - мудрець і казкар, який залишив багато казок, легенд, бувальщин.

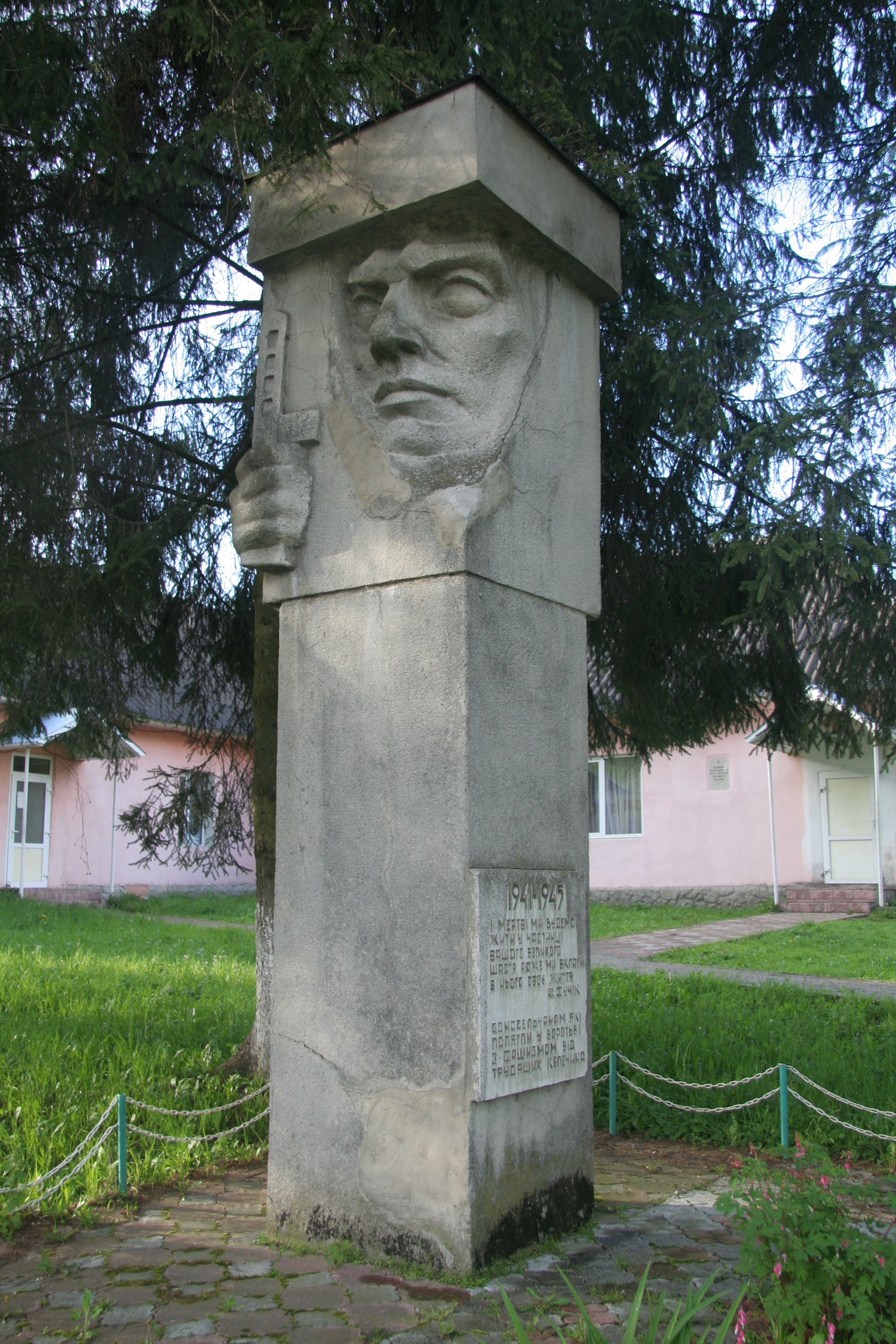
Загальний вигляд монументу

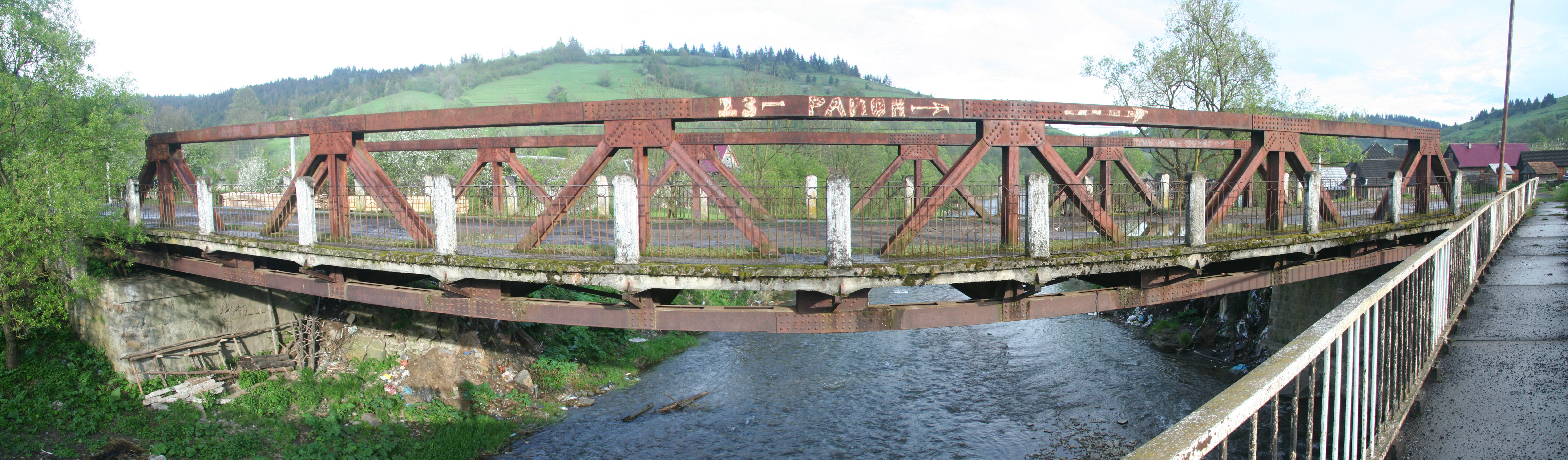
вид на старий міст з нового)

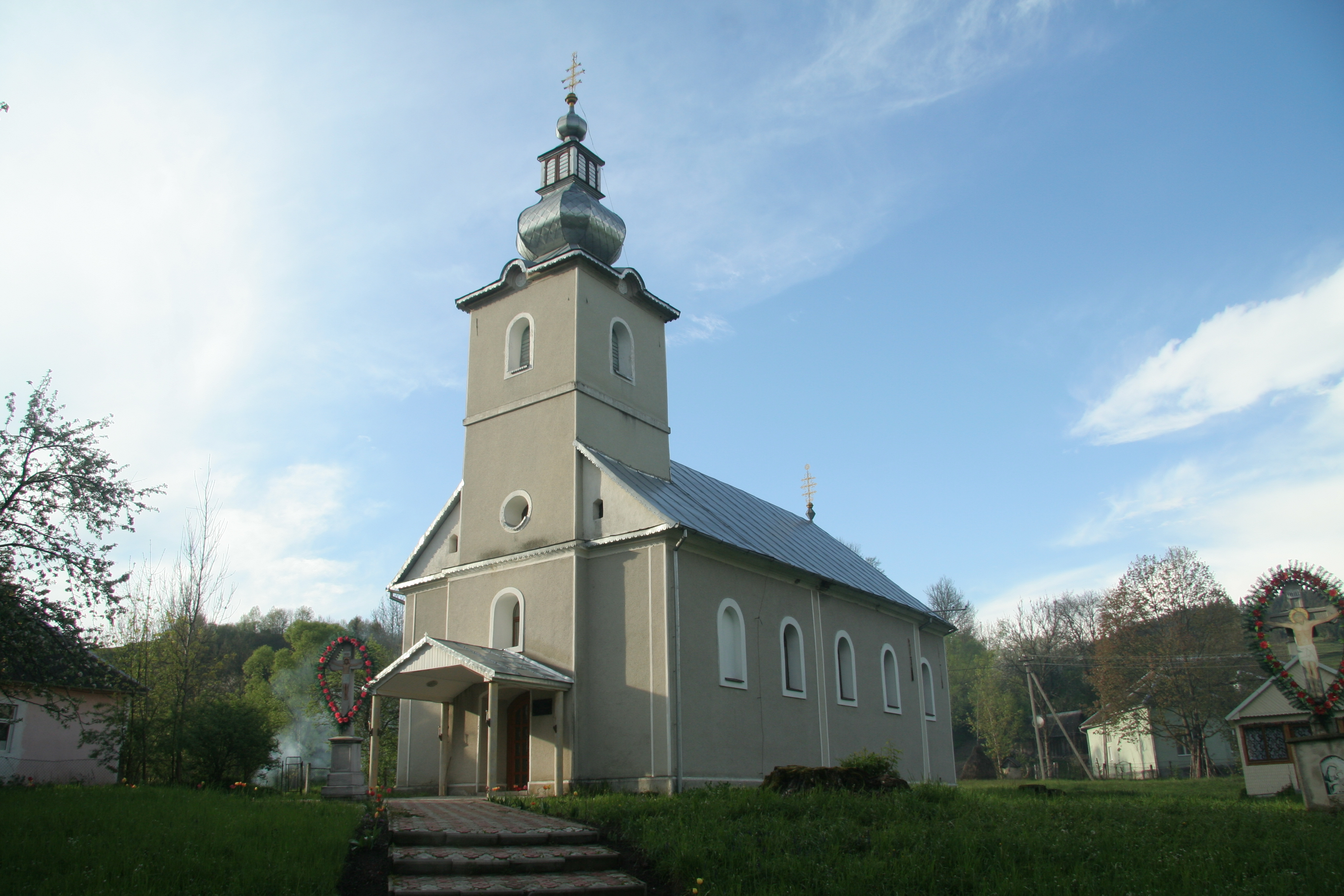
загальний вигляд споруди з дороги на Межгір'я

Пам'ятник Августину Волошину

## Туристичні місця
- храм св. арх. Михайла. 1895.
- гідрологічні пам'ятки природи — Джерело № 226 «Келечинський квас» 
-  Джерело № 329.
- У 2006 році у селі було встановлено пам'ятник Августину Волошину.